# Weizhuang, Anhui
Weizhuang (kinesiska: 魏庄) är en köping i östra Kina. Den ligger i Huaiyuan härad i staden Bengbu i provinsen Anhui, omkring 140 kilometer norr om provinshuvudstaden Hefei. Antalet invånare är 31339. Befolkningen består av 15 546 kvinnor och 15 793 män. Barn under 15 år utgör 26,0 %, vuxna 15-64 år 61 %, och äldre över 65 år 11,0 %.